# Barnafejű áltimália
A barnafejű áltimália  (Pomatostomus ruficeps) a madarak osztályának verébalakúak (Passeriformes) rendjébe és a ausztráltimália-félék (Pomatostomidae) családjába tartozó faj.

## Rendszerezés
Sorolták a Pomatorhinus nembe Pomatorhinus ruficeps néven is.

## Előfordulása
Ausztrália területén honos, sűrű, magas fás területeken.

## Megjelenése
Testhossza 19–21 centiméter, testsúlya 55 gramm. Teste sötétbarna, szürke színű, torka fehér. Szárnya rövid lekerekített, benne két fehér csíkkal.

## Életmódja
Vándorló madár. Szeret részt venni csoportos tollászkodásban. Rovarokkal, pókokkal, kis kétéltűekkel, hüllőkkel, rákokkal táplálkozik. Eszik gyümölcsöket és magvakat is.

## Szaporodása
Szaporodási ideje néha júliustól decemberig tart, de általában egész éven keresztül. Egy csoportba 2-4 pár tartozik, a fészkeket kupola alakúra készítik egymás fölé. Fészekalja 3–5 tojásból áll.